# Coquillard
Pour le poète des XVe et XVIe siècles, voir Guillaume Coquillart.
Le mot coquillard (au XVe siècle, coquillart et, au pluriel, coquillars) correspond à plusieurs noms et adjectifs différents : on le repère désignant, entre autres, des bandits au XVe siècle, puis des mendiants au début du XVIIe siècle et, bien plus tard, des bateaux de pêche à la coquille, sans compter plusieurs emplois et acceptions en argot, par exemple pour s'en tamponner le coquillard recensé par Lucien Rigaud en 1878, mais leurs descriptions et datations sont souvent très mal faites, voire erronées. 

## Brigands
Un premier nom est attesté en 1455 dans les pièces d’un procès s’étant ouvert à Dijon à l’encontre de « mauvais garçons » (tricheurs, escrocs et voleurs pouvant aller jusqu’au meurtre) qui, depuis deux ans, se retrouvaient en ville, notamment le soir dans un bordel, et dont la bande s’appelait « la Coquille », sans que l’on connaisse la raison de cette appellation. Le dérivé Coquillard a été formé à partir du nom de la bande, sans que l’on sache ce que ce surnom évoquait pour ses membres, hormis leur rattachement à la bande « de la Coquille ». 
Il ne semble pas qu'à l'époque cette appellation ait été étendue à d’autres bandits ni que cette acception se soit répandue en moyen français.

### Contexte
L'essoufflement de la guerre de Cent Ans à partir du traité d'Arras (1435) qui met fin au parti bourguignon, puis la trêve de 1444, ainsi que la formation d'un embryon d'armée de métier, jettent progressivement sur les routes des dizaines de milliers de mercenaires désœuvrés. Ne connaissant que la guerre, ils subsistent en mettant à sac les provinces françaises, parfois sous forme de grandes compagnies.
Si bon nombre d'entre eux finissent par retourner dans leur pays d'origine (30 000 sont renvoyés par le roi en Suisse et en Alsace après la trêve de 1444), d'autres s'organisent en bandes et se livrent à toutes sortes d'activités criminelles (vol, faux-monnayage, triche organisée, prostitution et proxénétisme...). Ils sont alors rejoints par des miséreux souvent issus de milieux artisanaux, estudiantins (PassetoutGrain, ...) voire monastiques.

### Procès de Dijon de 1455
Aucune pièce du dossier de Dijon ne permet d’établir un lien du nom de la bande ("la Coquille") et du nom des bandits ("les Coquillars") avec le pèlerinage de Saint-Jacques-de-Compostelle. Voici un extrait du manuscrit : « et s’appellent, iceulx galans, les Coquillars, qui est a entendre les compaignons de la Coquille ».
Plusieurs spécialistes, depuis Marcel Schwob en 1890 (minute d'une lecture faite à l'Académie des Inscriptions) et Pierre Champion en 1912 (fin du tome 1 des Sources de l'Argot ancien de Lazare Sainéan), ont suggéré que certains membres de la bande de la Coquille provenaient des débris des troupes de mercenaires surnommés "Écorcheurs", mais les pièces du procès nous présentent aussi et surtout, parmi les Coquillards, certains habitants de Dijon, certains ressortissants de métiers divers et certains « mauvais garçons » comme le clerc parisien Regnier de Montigny dont le nom est mentionné dans deux vers du Lais de Villon (sans que l’on sache exactement quels rapports il y eut entre les deux hommes) et dont le supplice par pendaison est évoqué dans une ballade du Jargon et Jobellin dudit Villon, mais qui n'a pas pu faire partie des mercenaires licenciés. L’affirmation selon laquelle le poète lui-même et Colin de Cayeux, son complice dans le vol au collège de Navarre en 1456, auraient appartenu à cette bande relève d’extrapolations présentement invérifiables; en tout cas, leurs noms n'apparaissent pas dans les listes de Coquillards mis en cause dans les pièces du procès.

### Jargonancien des coquillards
L'une de ces pièces, établie d’après le témoignage d’un « indic », présente en deux listes le jargon utilisé entre eux par les Coquillards, décrit comme secret alors que certains termes semblent avoir été assez faciles à comprendre :
- la première liste se compose d'une vingtaine de noms répartissant les membres de la bande selon leurs spécialités, par exemple « ung crocheteur c’est celluy qui scet crocheter serrures », « ung vendengeur c’est ung coppeur de bourses » et « ung baladeur c’est celluy qui va devant parler a quelque homme d’eglise ou aultre a qui ilz vueilent bailler quelque faux lingot chainne ou pierre contrefaite ».
- la seconde recense, vaguement regroupés par thèmes, un peu plus d'une cinquantaine de mots et expressions, par exemple « ung homme simple qui ne se congnoit en leurs sciences c’est ung sire ou une duppe ou ung blanc » ou « les jambes ce sont les quilles ».

Dans onze ballades en jargon (six dans le Jargon et jobellin dudit Villon de l'édition Levet de 1489 et cinq autres anonymes et sans titre du manuscrit de Stockholm après 1477) qui sont souvent attribuées à François Villon, mais qui ne présentent pas les qualités des ballades du poète, on retrouve sous la même forme ou sous une forme proche une vingtaine seulement de ces termes, outre le mot coquillart lui-même (peut-être aussi coquille) et le mot piperie qui figurent dans le dossier, mais pas dans les listes (la première donnait toutefois pipeur, qui n'était guère hermétique). Ces rencontres entre le jargon des Coquillards et celui des ballades ont, pour la plupart des spécialistes depuis Marcel Schwob, conforté et permis d'affiner l'interprétation qui privilégie dans ces dernières la thématique de la délinquance et de la criminalité.
Le contexte d'enquête judiciaire contre ces malfaiteurs ne permet pas, en ce qui concerne le glossaire, de voir aucun double sens à connotation homosexuelle derrière ces mots à propos de certains desquels, dans les ballades en jargon attribuées à Villon, cette interprétation plus récente a pu être proposée, voire privilégiée. Quelques auteurs affirment que « Les Coquillards (...) s’adonnaient à toutes sortes d’activités illicites, parmi lesquelles on a tout lieu de penser que la sodomie figurait en bonne place », mais ces affirmations ne s'appuient sur aucune pièce du dossier de Dijon, alors que ce dernier fait plusieurs allusions aux liens étroits de membres de la bande avec des fillettes (des femmes prostituées).

## Mendiants
Plus tard, il est question d’un autre nom Coquillard dans un livret facétieux publié vers 1629 sous le titre Le Jargon ou Langage de l’Argot reformé, où l’auteur, Ollivier Chereau, donne au métier de mendiant organisé en corporation le nom d’Argot, qui prendra le sens de jargon des gueux à la fin du XVIIe siècle à la suite du succès du livret. Cet autre nom Coquillard renvoie à une catégorie de mendiants. Voici un extrait de l’édition de 1630 à Lyon : « Coquillards sont les Pelerins de S. Jaques, la plus grand part sont veritables & en viennent : mais il y en a aussi qui truchent [= qui mendient] sur le Coquillard, & qui n’y furent jamais ». Nulle part dans le livret il n’est dit que les Coquillards vendaient des coquilles.
Il ne semble pas y avoir d’attestation antérieure du nom dans cette acception liée au pèlerinage de Saint-Jacques-de-Compostelle et qui ressurgit dans plusieurs œuvres littéraires, notamment dans le roman Notre-Dame de Paris de Victor Hugo en 1831, lequel s'est inspiré d'Henri Sauval (1623-1676), qui s'est lui-même servi du livret de Chereau pour son ouvrage Histoire et recherches des antiquités de la ville de Paris (publication posthume en 1724).

## Marine de pêche
Le coquillard (en Normandie) ou coquillier (en Bretagne) est un petit bateau de pêche armé pour pêcher les coquilles saint Jacques au moyen de dragues qu'il traîne sur le fond. Il pêche la coquille saint Jacques pendant les périodes autorisées, du 1er octobre au 14 mai. Le reste de l'année, il pêche généralement au chalut.

## s'en tamponner le coquillard
Lucien Rigaud est le premier lexicographe à recenser l'expression dans son Dictionnaire du Jargon parisien en 1878, à l'article « COQUARD. Œil », avec cette explication : «S'en tamponner le coquillard, s'en moquer. Mot à mot : s'en battre l'œil, comme dit encore le peuple.»